# Port lotniczy Khamti
Port lotniczy Khamti (IATA: KHM, ICAO: VYKI) – port lotniczy położony w Singkaling Hkamti, w prowincji Sikong, w Birmie.